# Dendropemon gonavensis
Dendropemon gonavensis är en tvåhjärtbladig växtart som beskrevs av Ignatz Urban. Dendropemon gonavensis ingår i släktet Dendropemon och familjen Loranthaceae. Inga underarter finns listade i Catalogue of Life.